# Clare Flood
Clare Flood (* um 1985) ist eine irische Badmintonnationalspielerin. 

## Karriere
Clare Flood wurde bei den Cyprus International 2004 Dritte im Mixed mit Shai Geffen und Fünfte im Dameneinzel. Bei den Hungarian International des gleichen Jahres wurde sie Fünfte im Damendoppel ebenso wie bei den Estonia International des Folgejahres. Bei der Weltmeisterschaft 2005 belegte sie Platz 33 im Dameneinzel.

## Sportliche Erfolge
| Saison | Veranstaltung                   | Disziplin   | Platz | Name                      |
| ------ | ------------------------------- | ----------- | ----- | ------------------------- |
| 2004   | Cyprus International            | Mixed       | 3     | Shai Geffen / Clare Flood |
| 2005   | Cyprus International            | Dameneinzel | 5     | Clare Flood               |
| 2004   | Hungarian International         | Damendoppel | 5     | Clare Flood / Mateja Fink |
| 2005   | Weltmeisterschaft               | Dameneinzel | 33    | Clare Flood               |
| 2005   | Swedish International Stockholm | Dameneinzel | 9     | Clare Flood               |
| 2005   | Estonian International          | Damendoppel | 5     | Clare Flood / Dona Scott  |